# Învățătoarea din Șatrîi
Învățătoarea din Șatrîi (titlul original: în rusă Сельская учительница, transliterat: Selskaia ucitelnița) este un film dramatic, de copii sovietic, realizat în 1947 de regizorul Mark Donskoi, protagoniști fiind actorii Vera Marețkaia, Daniil Sagal, Pavel Olenev și Vladimir Maruta.

## Rezumat
Chiar înainte de revoluție, Varenka, proaspătă absolventă a gimnaziului din Petersburg, l-a cunoscut pe tânărul revoluționar Martînov la balul de absolvire, după care a plecat să ocupe postul de învățătoare la Șatrîi, un sat îndepărtat din Siberia. Acolo, încet dar sigur, „doamna din oraș” cucerește inimile localnicilor, oameni simpli ocupați cu exploatarea aurului. Nu după mult timp, apare în sat cunoștințe ei din Petersburg, Martînov, care trebuie să ispășească în Siberia detenția de condamnat ca revoluționar. Varenka se căsătorește cu el, dar în curând Martînov este arestat din nou...

## Distribuție
- Vera Marețkaia – Varvara (Varenka) Martînova
- Daniil Sagal – Serghei Martînov
- Pavel Olenev – Egor Petrovici, îngrijitor de școală
- Vladimir Maruta – Voronov-tatăl
- Vladimir Belocurov – Bukov, un culac (chiabur)
- Anatoli Ganicev – Efim și Serghei Țîgankov
- Emma Balașova – Dunia și Tania Ostrogova
- Oleg Șmeliov – Nikita Bukov
- Aleksandr Jukov – un culac
- Nina Berșadskaia – directoarea liceului de fete
- Serghei Antimonov – preotul (nemenționat)
- Боря Беляев – Vania Zernov
- Roza Makagonova – Mașenka, profesoare la clasa aX-a
- Anna Liseanskaia – Evdokia Ostrogova, și mama lui Ostrogova
- Aleksei Konsovski – Kolea Șarîghin
- Nadir Malișevski – Ivan Țîgankov-vârstnicul
- Fiodor Odinokov – un culac
- Boris Runge – Serghei Țîgankov-adult
- Mihail Gluzski – soldatul care merge pe front
- Rostislav Pleatt – președintele comisiei de examen la gimnaziul masculin
- Aleksandr Susnin – Efim Țîgankov, elev de clasa a zecea
- Margarita Iurieva – Varea Voronova  (nemenționat)
- Nikolai Hreașcikov – oaspetele

## Premii și nominalizări
- 1947 Premiul de Stat al Uniunii Sovietice gradul 1, acordat regizorului Marc Donskoi, scenaristei Maria Smirnova, operatorului Serghei Urusevski și actriței Vera Marețkaia
- 2008 Selecționat pentru le Festivalul Internațional de Film de la Kiev Molodist